# Thorsten Schmidt (Ruderer)
Thorsten I. Schmidt (* 14. Oktober 1978 in Bonn) ist ein deutscher Biochemiker und ehemaliger Ruderer. Sein größter Erfolg ist die Silbermedaille im Leichtgewichts-Doppelvierer bei den Weltmeisterschaften 1999.
Schmidt war 1996 erstmals Mitglied der deutschen Nationalmannschaft. Bei den Junioren-Weltmeisterschaften gewann er im Einer das B-Finale und belegte damit insgesamt den siebten Platz. Zwei Jahre später wurde er zunächst Deutscher Meister im Leichtgewichts-Einer, anschließend wurde er in dieser Bootsklasse sowohl für den Nations Cup als auch die Weltmeisterschaft nominiert. Beim Nations Cup, den inoffiziellen U23-Weltmeisterschaften, gewann er Bronze, bei den Weltmeisterschaften in Köln belegte er den 13. Platz.
1999 bildete Schmidt zusammen mit Manuel Brehmer, Dennis Niemeyer und Franz Mayer den deutschen Leichtgewichts-Doppelvierer, der bei den Weltmeisterschaften in St. Catherines Vizeweltmeister wurde.
Für das Olympiajahr 2000 wechselte Schmidt zum Riemenrudern und wurde im Leichtgewichts-Vierer ohne Steuermann mit Roland Händle, Björn Spaeter und Marcus Mielke für die Olympischen Spiele in Sydney nominiert. Dort belegte der Vierer den 12. Platz.
Anschließend unterbrach Schmidt seine Karriere, nur im Jahr 2002 startete er bei zwei Ruder-Weltcups mit Stefan Roehnert im Doppelzweier. 2004 kehrte er in die Nationalmannschaft zurück. Mit dem Leichtgewichts-Achter kam er bei den Weltmeisterschaften in Banyoles auf den vierten Platz.
Schmidt, der für den Deutschen RC Hannover startete, beendete anschließend seine sportliche Karriere.
Schmidt promovierte 2010 an der LMU München.

## Internationale Erfolge
- 1996: 7. Platz Junioren-Weltmeisterschaften im Einer
- 1998: 3. Platz U23-Weltmeisterschaften im Leichtgewichts-Einer
- 1998: 13. Platz Weltmeisterschaften im Leichtgewichts-Einer
- 1999: 2. Platz Weltmeisterschaften im Leichtgewichts-Doppelvierer
- 2000: 12. Platz Olympische Spiele im Leichtgewichts-Vierer ohne Steuermann
- 2004: 4. Platz Weltmeisterschaften im Leichtgewichts-Achter